# Geisha

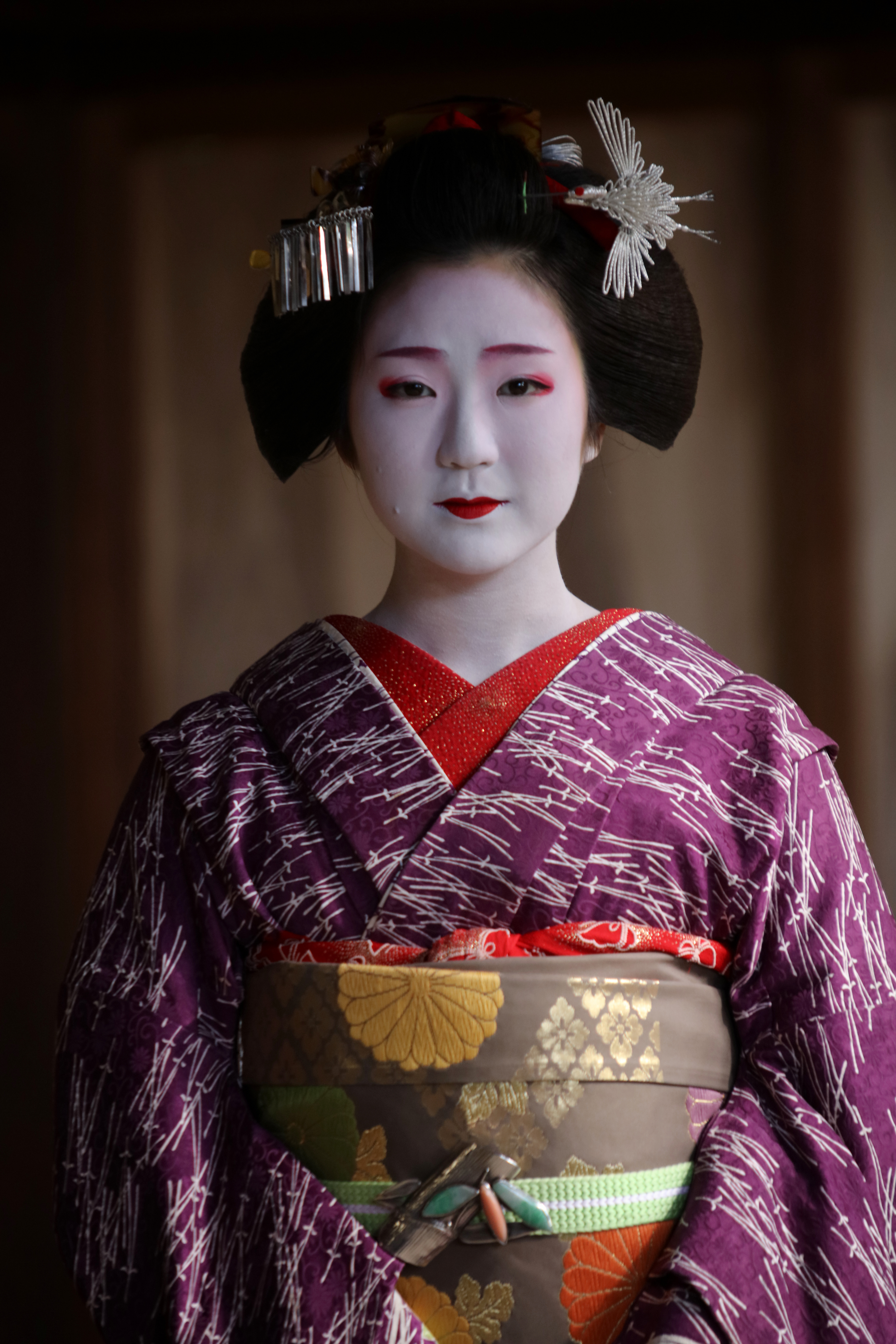
Geisha in Gion, hier noch als Maiko

Als Geisha (jap. 芸者 /⁠geːʃa⁠/; „Person der Künste“) oder Geiko (芸子 /⁠geɪko⁠/; „Kind der Künste“) bezeichnet man in Japan eine Unterhaltungskünstlerin und Gastgeberin, die verschiedenste, traditionelle Künste und Aufführungen darbietet. Eine weitere, alternative Bezeichnung ist Geigi (芸妓; „Mädchen der Künste“). Angehende Geishas werden Maiko (舞妓; „Kind des Tanzes“) genannt. Es gibt auch männliche Geishas, die Hōkan (幇間; „Schmeichler“) genannt werden.
Geishas sind für ihre aufwendige Maskerade und prachtvolle Kostümierung bekannt, sie gelten weltweit als Schönheitsideal und, neben Mikos, Samurai und Tennō, als „das Kultursymbol Japans schlechthin“. Bis heute wird das Bild der Geisha mit Begriffen wie „Anmut“, „Eleganz“ und „Exotik“ verbunden, sie gelten auch als Symbol von Kultur, Tradition und Exklusivität. Entgegen hartnäckiger Klischees und Gerüchte bieten Geishas keine sexuellen Dienstleistungen an, sie sind keine Prostituierten. Der Beruf der weiblichen Geisha lässt sich bis in die japanische Frühzeit zurückverfolgen, wurde aber erst im 17. Jahrhundert offiziell anerkannt. Seit der Shōwa-Zeit ist der Beruf wieder stark rückgängig. Heute gilt es als Zeichen von Wohlstand und Prestige, eine Geisha engagieren zu können, um sie bei Feiern und Veranstaltungen auftreten zu lassen.

## Etymologie

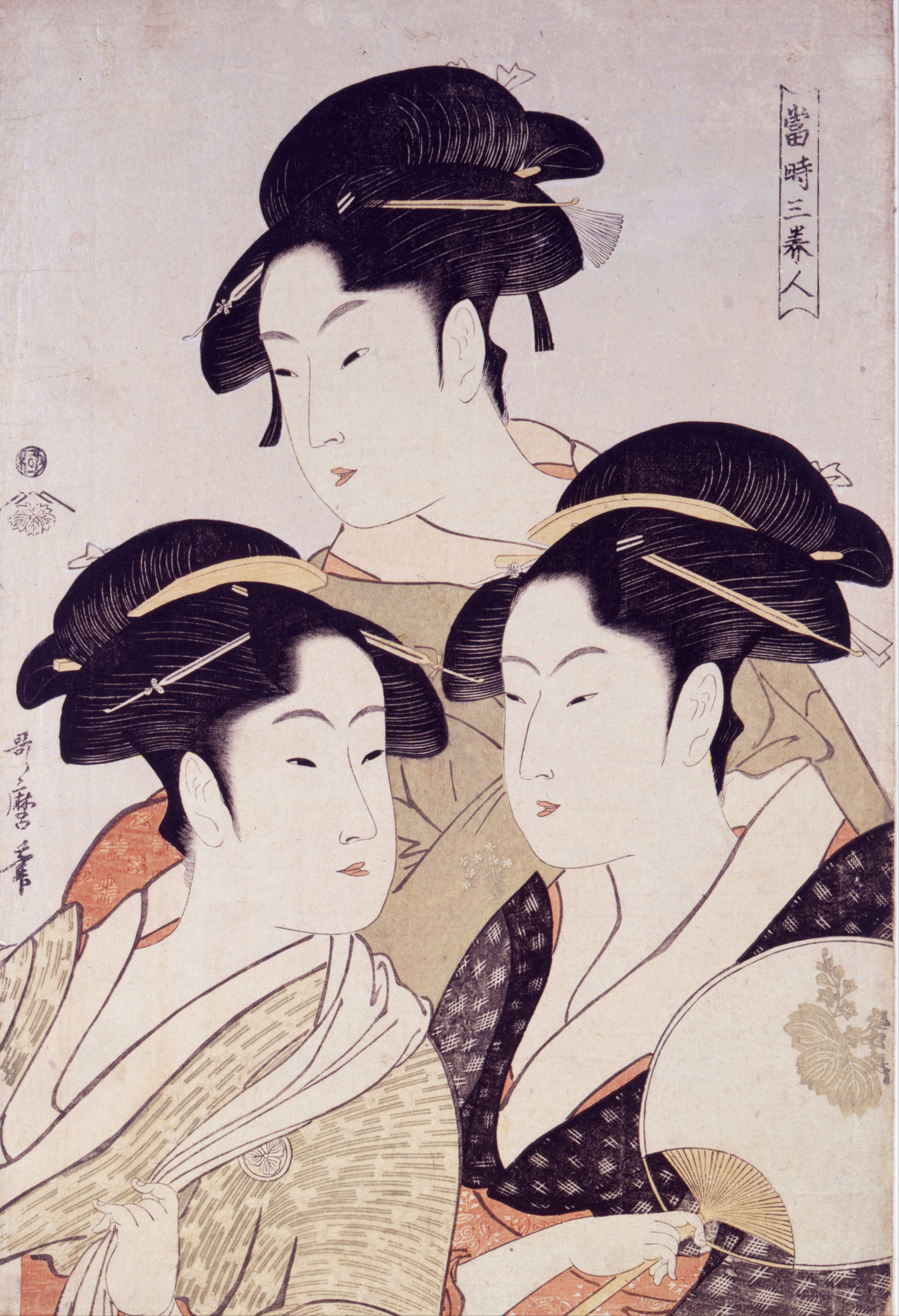
Drei Geishas; Holzfarbdruck von Kitagawa Utamaro aus dem Jahr 1793 mit dem Titel Die drei Schönen des Tages.

Der Begriff Geisha setzt sich aus zwei Schriftzeichen zusammen, die jeweils ursprünglich der traditionellen chinesischen Schrift entstammen. Das Ideogramm 芸 wird auf Chinesisch Yún (/⁠jɯ̥n⁠/) gelesen und bedeutet wörtlich „Kunst“ oder „Kunstwerk“. Das Ideogramm 者 wird auf Chinesisch Zhě (/⁠ʃe:⁠/) gelesen und bedeutet wörtlich „ausübende Person“. Zusammen ergibt sich das Wort Yúnzhě (芸者 /⁠jɯ̥nʃe:⁠/), das sich mit „Kunst ausübende Person“ übersetzen lässt. Im Japanischen werden die Schriftzeichen gei und sha gelesen, sie ergeben das Wort „Geisha“. Dabei wurde die Wortbedeutung aus dem Chinesischen mit übernommen. Geisha bedeutet demnach auch im Japanischen wortwörtlich „Kunst ausübende Person“, sinnbildlich „Person der Künste“. Die Verwendung und Übernahme eigentlich chinesischer Ideogramme bedeutet allerdings nicht, dass das Wort „Geisha“ als fester Begriff chinesischen Ursprungs ist. „Geisha“ ist eine japanische Wortschöpfung und sie wurde während der Muromachi-Zeit im 14. Jahrhundert in der Präfektur Edo eingeführt, woraus umgehend der alternative Begriff Geiko entstand. Letzterer findet heute im Westen Japans, speziell in der Region Kansai, Verwendung.

## Geschichte
Der Beruf der Geisha lässt sich bis in die Asuka-Zeit im 6. Jahrhundert zurückverfolgen. Zu dieser Zeit wurden Mädchen im Alter von 7–9 Jahren als sogenannte Saburuko (サブル子; wörtl. „Schwarzkind“) an reiche und adlige Familien vermietet oder gar verkauft. Dort wurden sie zu Kurtisanen und Edel-Prostituierten, sogenannten Oiran (花魁), erzogen. Alternativ wurden sie zu Dienerinnen und Serviererinnen ausgebildet. Bis zu Beginn der Heian-Zeit im 10. Jahrhundert übernahmen noch Hōkan die Aufgabe des Alleinunterhalters. Sie sollten ihren Herrn unterhalten und zerstreuen, bis dessen bevorzugte Kurtisane oder Oiran eintraf und die „intimere Unterhaltung“ übernahm. Mit Beginn der Heian-Zeit begannen nach und nach auch Frauen, unterhalterische Dienste auszuüben, dennoch blieb der Beruf einer Geisha in Form des Hōkan den Männern vorbehalten. Erst gegen Ende der Shokuho-Zeit im frühen 17. Jahrhundert wurde auch Frauen die Ausübung dieses Berufes gestattet und sogleich erlebte Japan einen wahren „Boom“ der weiblichen Geisha. Mit Beginn der Edo-Zeit im 17. Jahrhundert galten Geishas als „die Trendsetter Japans“, sie waren Schönheitsikonen und der lebende Inbegriff von Anmut, Grazie und Jugend. Dieser gesellschaftliche Status wandelte sich mit der Nachkriegszeit, was vor allem auf westliche Kultureinflüsse zurückzuführen ist.

## Aufgaben und Darbietungen

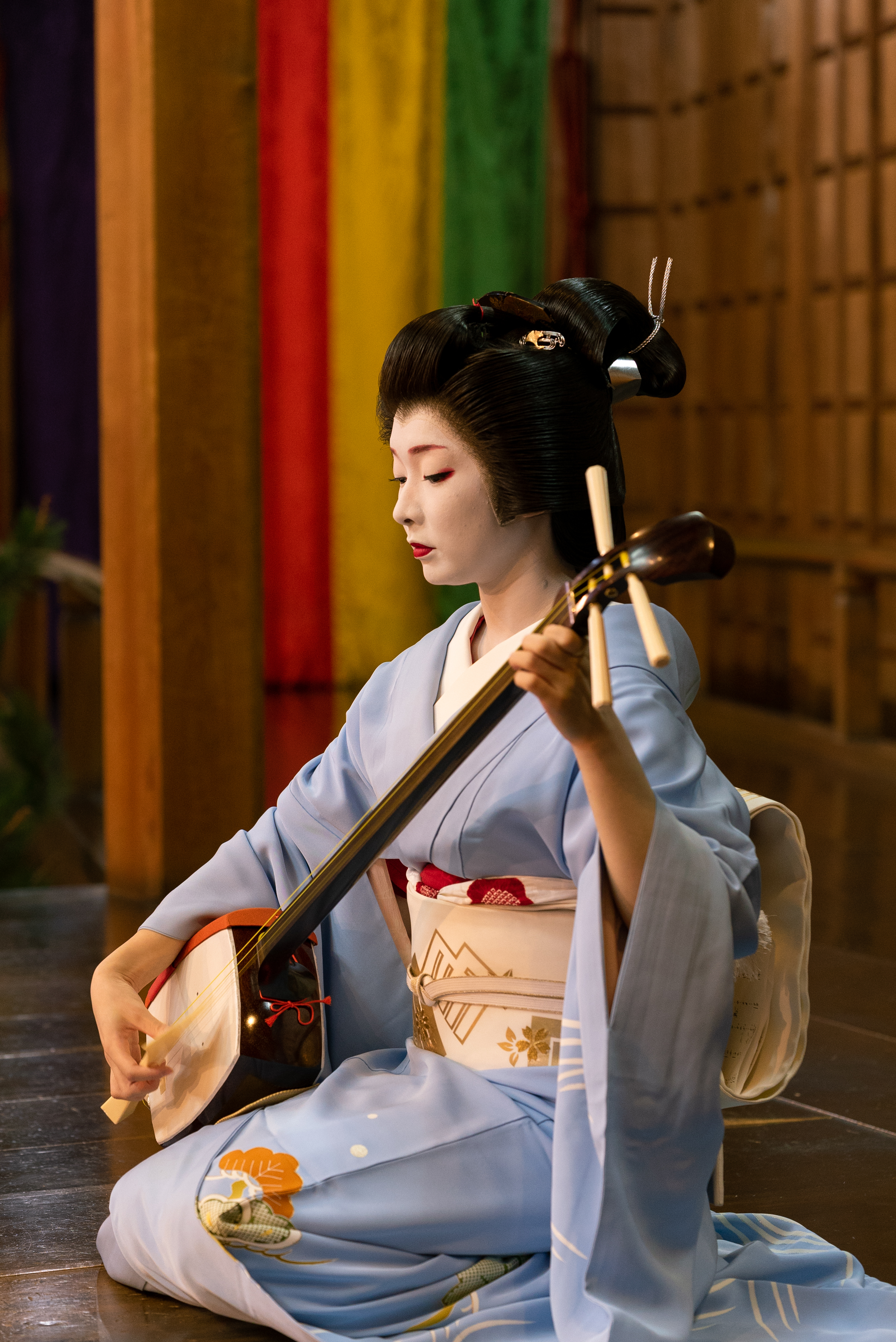
Eine Geisha spielt auf einer Shamisen

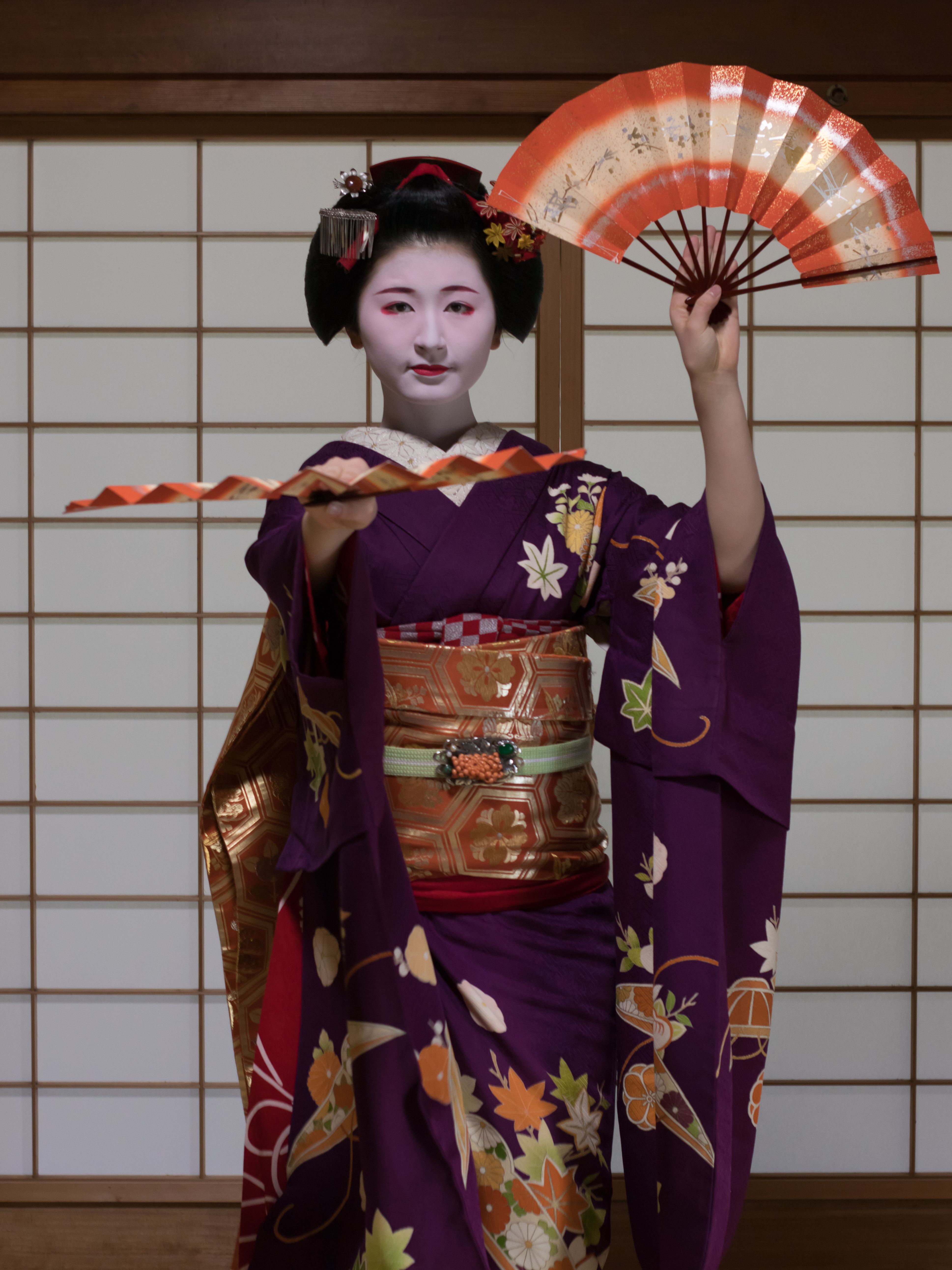
Eine Maiko führt einen Kimi ni ōgi auf

Moderne Geishas sind, wie bereits eingangs erwähnt, keine Prostituierten. Obwohl die Zeremonie des Mizuage (水揚げ; „Entlassung“) – der Verlust der Jungfräulichkeit einer Maiko an einen zahlenden Gönner – in früherer Zeit als Teil des Übergangs vom Lehrling zur Geisha stattfand, wird sie heute nicht mehr abgehalten und wurde durch das Baishun Bōshi-hō (jp. 売春防止法, dt. etwa „Anti-Prostitutionsgesetz“) am 24. Mai 1956 abgeschafft. Prostitution war auch nie ein offizieller Teil des Geisha-Berufs, da Gesetze die beiden Berufe Unterhalterin und Oiran bereits im frühen Altertum strikt trennten. Schon im 18. Jahrhundert wurde heimliche Prostitution schwer bestraft. Die falsche Vorstellung, dass Geishas Prostituierte seien, entstand überwiegend aus westlichen Verwechslungen von Geishas mit Kurtisanen, sowie mit den Oiran, die beide im Altertum auch Kimonos trugen und ähnlich geschminkt waren.
Geishas treten für gewöhnlich in Teehäusern, den sogenannten Chaya (茶屋), oder in traditionellen japanischen Lokalen, den Ryōtei (料亭), auf. Sie erscheinen zu Festen wie Hochzeiten und Geburtstagsfeiern, manchmal auch zu Junggesellenabenden. Früher traten sie vornehmlich in Yūkaku (遊廓), lizenzierten und damit legalen Rotlichtvierteln, sowie am Hof des Tennō auf. Eine Geisha hat die Aufgabe, ihren Auftraggeber und/oder Kunden zu unterhalten und aufzuheitern. Sie ist Schauspielerin, Komödiantin, Gauklerin und Minnesängerin zugleich. Sie singt, tanzt, führt Pantomimen und Puppenspiele auf, vollführt kleinere, akrobatische Kunststückchen und erzählt geistreiche Witze. Eine Geisha beherrscht aber auch die Kunst des Teeservierens und der gehobenen Konversation. Sie weiß die Stimmung zu heben und die Laune der Gäste und Kunden auf positivem Niveau zu halten. Und sie weiß um die Kunst des Ikebana (生け花; „Blumengesteck“), stilvolle Blumenarrangements. Zu guter Letzt beherrscht sie die Kalligraphie und die Regeln des Go (囲碁). Tritt sie zusammen mit Hōkan auf, assistiert sie ihnen und rundet deren Auftritte mit ihren eigenen Talenten ab.
Zu den gängigen Darbietungen gehört das Singen und Musizieren. Geishas spielen bevorzugt drei Instrumente: die Shamisen (三味線), eine japanische Laute, die Shakuhashi (尺八), eine Flöte und eine Kotsuzumi (小鼓), eine kleine, tragbare Trommel an einem Schultergurt. Zu den Grundformen des Gesangs gehören Ko’uta (小唄; „Kurzes Lied“) und Naga’uta (長唄; „Langes Lied“). Wenn Geishas singen, tragen sie meistens Balladen oder Liebeslieder vor, zum Beispiel Gion-kōta (祇園小唄; „Kleines Lied aus Gion“). Oder sie sagen ein rührendes Gedicht auf, das sie dann musikalisch untermalen. Wenn Geishas tanzen, führen sie in der Regel kleinere Tänze wie den Kimi ni ōgi (君に扇; „Fächer für dich“) oder den Momiji-no-hashi (紅葉の橋; „Ahornbrücke“) auf. Weite Bekanntheit aber genießt der Miyaki-odori (都をどり; „Hauptstadt-Tanz“), der alljährlich in Kyōto aufgeführt wird.

## Tracht

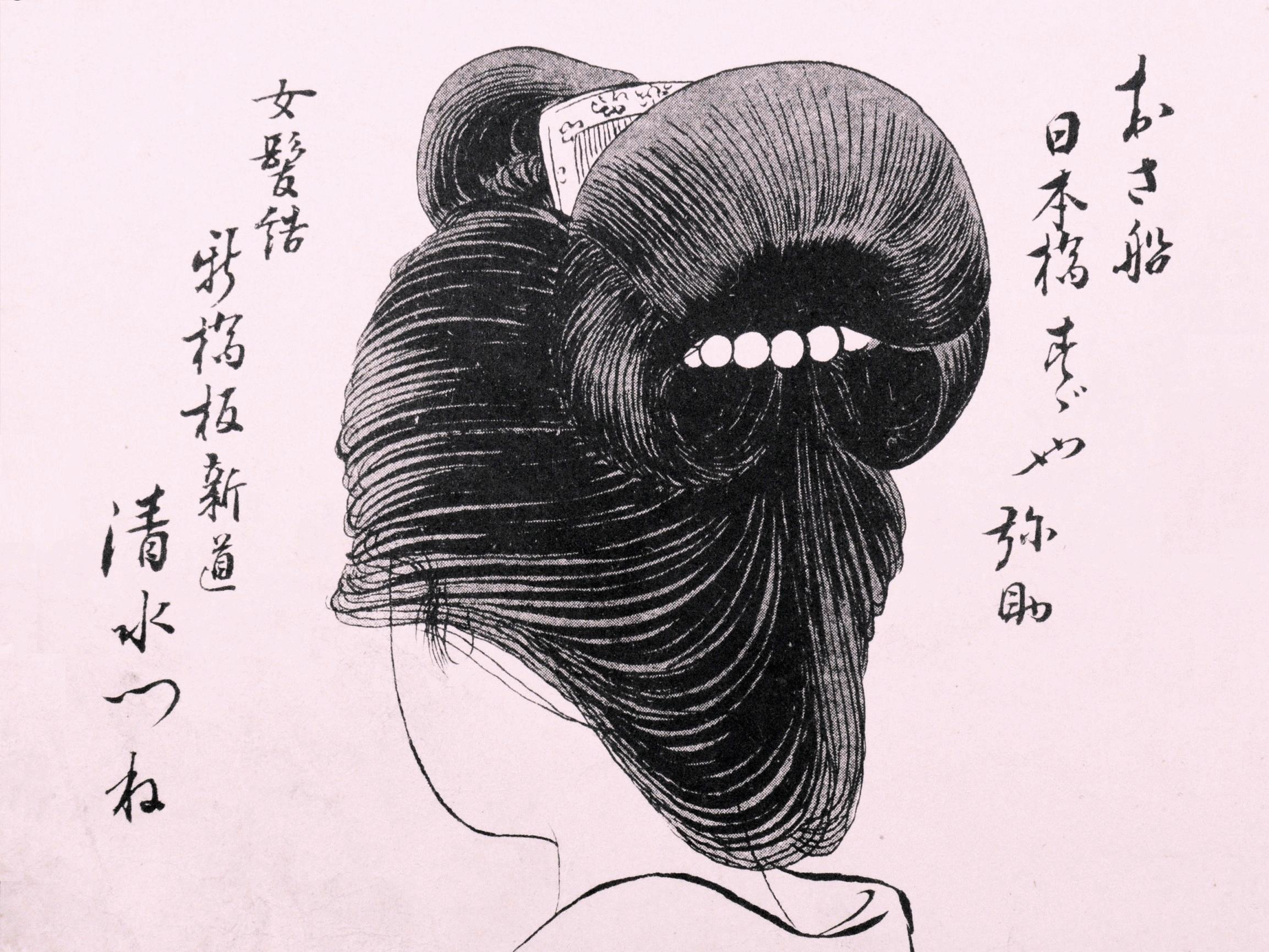
Traditionelle Osafune-Frisur

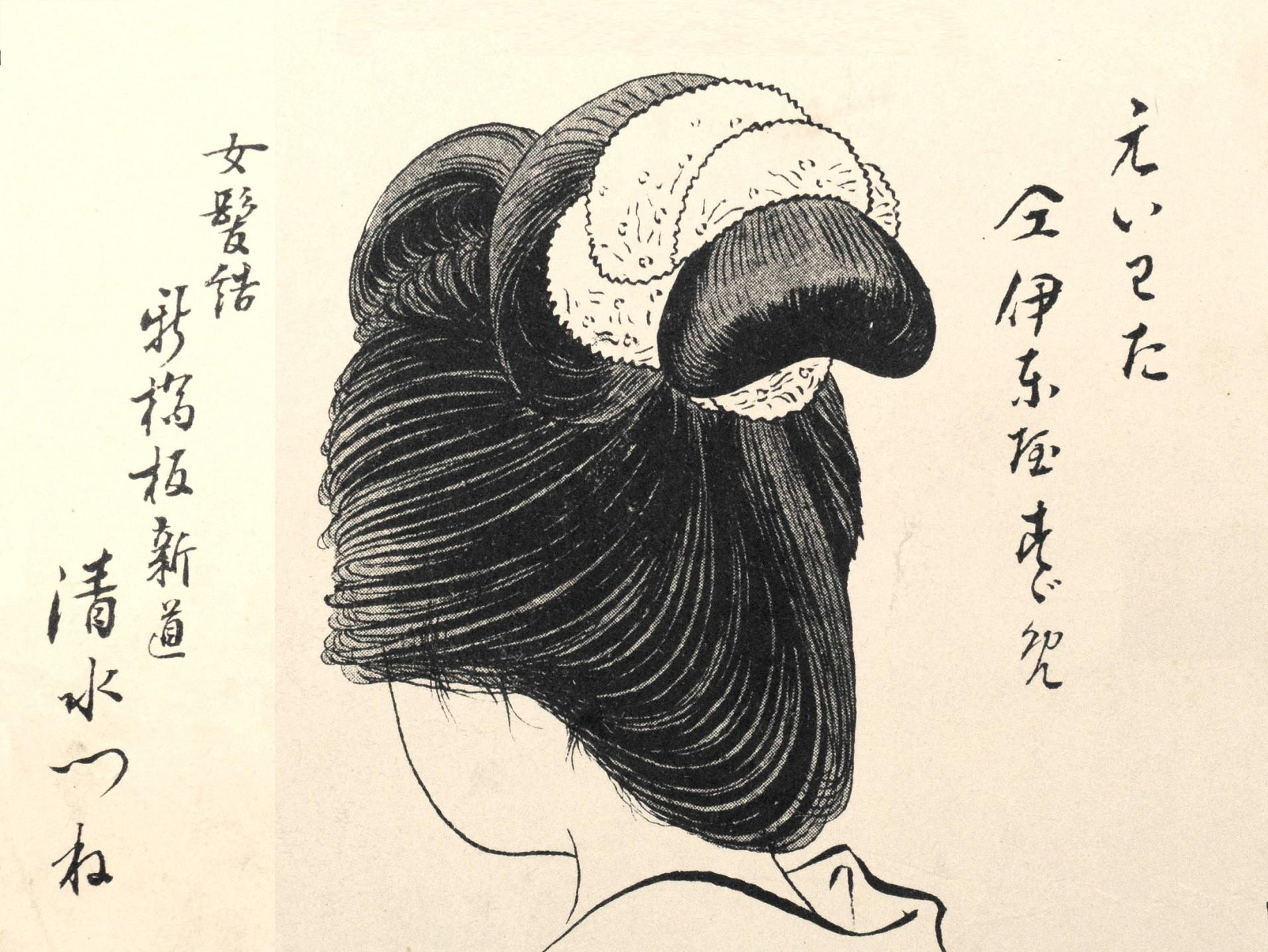
Traditionelle Yuiwata-Frisur

Geishas sind für ihre aufwendige, makellos wirkende Maskerade und ihre prachtvollen Kimonos bekannt. Die gesamte Ausstaffierung ist stets perfekt aufeinander abgestimmt und unterliegt strengen und strikten Regeln. Allein für das Schminken gibt es genaueste Vorgaben, welches Makeup in welcher Reihenfolge wie aufzutragen ist. Auch die Accessoires müssen zur Kleidung und sogar zur Jahreszeit passen. Dabei wird dem aufmerksamen Betrachter nicht entgehen, dass vollwertige Geishas und Hōkan deutlich bescheidener aufgemacht sind als Maikos. Der Grund dafür ist der Umstand, dass Maikos mit ihrer natürlichen Jugend und Schönheit ihre Geisha-Gilde besonders gut repräsentieren können – je kunstvoller, schöner und anmutiger eine Maiko auftritt, desto höher steigt das Ansehen der Gilde und desto mehr wohlhabende Kunden kann sich das Haus davon erhoffen. Maikos sind also gewissermaßen das Aushängeschild der Geishas und ihrer Gilden.

## Make-up
Das Auftragen und Kombinieren des Makeups nimmt das Meiste der Vorbereitungszeit in Anspruch. Bis zu 3 Stunden kann es dauern, bis die Maskerade vollständig und ebenmäßig aufgetragen ist. Die präzise und strikte Einhaltung der Reihenfolge sowie eine ruhige Hand sind unerlässlich für ein makelloses Ergebnis.
Bis in die Kamakura-Zeit benutzten Kurtisanen, Oiran, Maikos und Geishas ein weißes Puder, das stark bleihaltig war – mit katastrophalen Konsequenzen für ihre Haut und Gesundheit. Das hochgiftige Blei vernarbte mit der Zeit nicht nur die Haut, sondern führte auch zu schleichenden Vergiftungserscheinungen. Und weil die Frauen mit zunehmendem Alter verzweifelt bemüht waren, ihre Hautschäden zu vertuschen, benutzten sie immer mehr Puder. Dies führte zu einer erhöhten Sterberate, bis man in Japan auf das Geheimnis der Bleivergiftung kam. Fortan benutzten die Frauen Reispulver und feine Kreide als natürliche Grundlage für ihr Makeup. Heute wird spezielles Makeup als hautfreundliches Fertigprodukt vertrieben.

## Karriere und Beruf

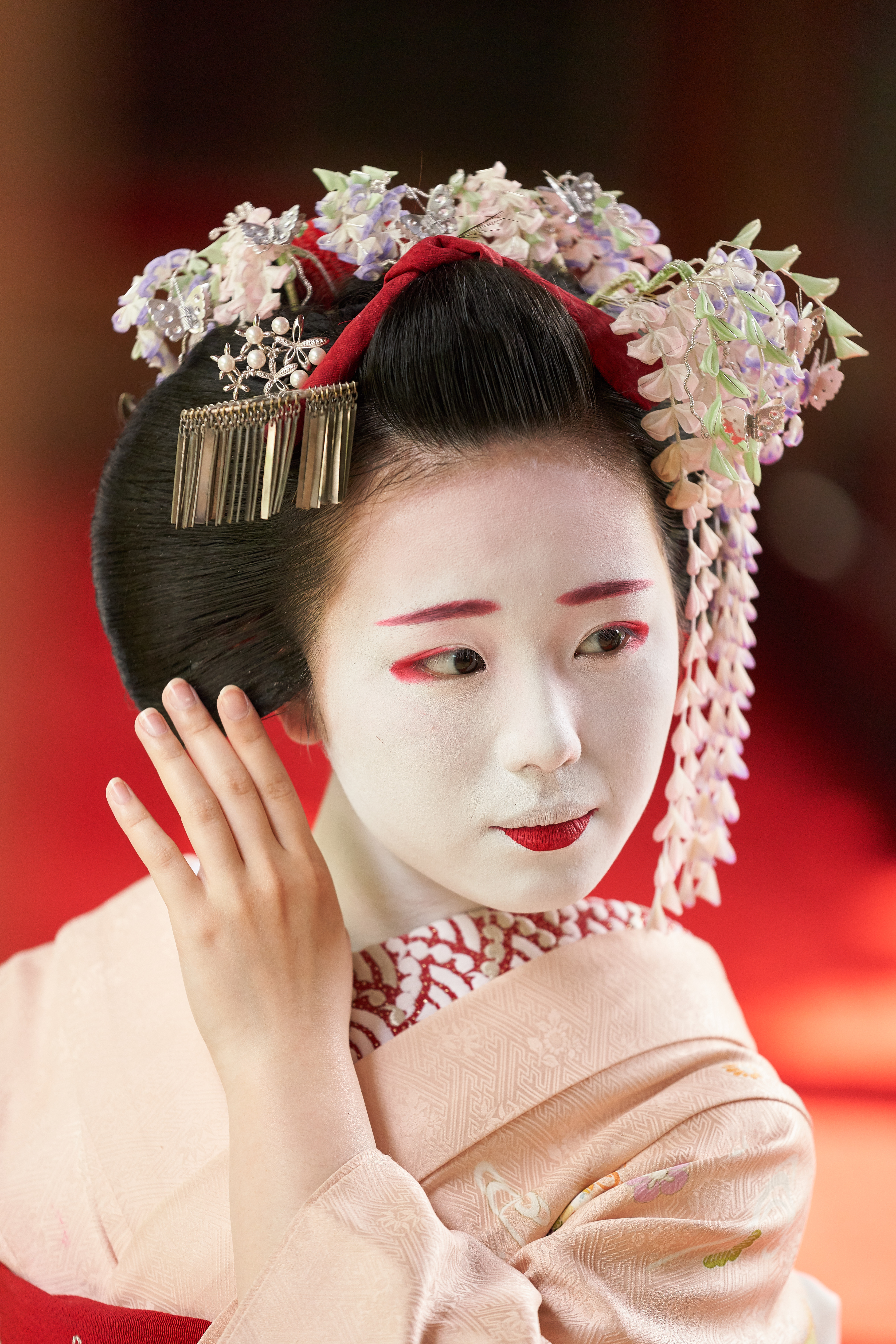
Eine angehende Maiko. Ihre Oberlippe ist nicht geschminkt und ihr Kragen ist einwärts gefaltet und halb verdeckt.

### Karriere
Seit der Shōwa-Zeit muss eine Frau mindestens 16 Jahre alt sein, um mit der Ausbildung zur Geisha beginnen zu dürfen. Wenn eine junge Frau sich dazu entschließt, eine Geisha zu werden, lässt sie sich dazu in einer Art „Geisha-Schule“ ausbilden, die als Ryū-ha (流派; „Gilde“) bezeichnet wird. „Geishas-in-Ausbildung“ werden in Kyōto als Maiko betitelt. Weitere Titel sind Han’gyoku (半玉; „Halb-Edelstein“) und/oder Ōshaku (雛妓; „Geisha-Küken“). Eine Ausbildung zur Geisha dauert für gewöhnlich 5–6 Jahre. Sie ist rigoros und erfordert Disziplin, eisernen Willen und die Bereitschaft, auf künftige und potentielle Kunden zu- und einzugehen. Während der Ausbildungszeit wohnen und leben Maikos für gewöhnlich in besonderen Quartieren, den Okiya (置屋), die von einer weiblichen Direktorin verwaltet und beaufsichtigt werden. Maikos sprechen sie meist respektvoll mit Okāsan (お母さん) an, was wörtlich „Mutter“ bedeutet. Untereinander sprechen sich Maikos und Geishas mit Nee-san (姉さん; „Schwester“) an, wenn sie gut miteinander auskommen.
Zu den schwierigsten Künsten, die eine Maiko erlernt, gehören das Musizieren, das Auswendiglernen der Lied- und Gedichttexte und die Teezeremonie. Die Ausbildung wird von einem speziellen Meister, Iemoto (家元; „Familien-Oberhaupt“) genannt, geleitet und überwacht. Musikschulen werden in Japan als Jikata-ryū (地方流派; „Gilde des Musizierens“) bezeichnet, Tanzschulen als Tachikata-ryū (立ち方流派; „Gilde des Posierens“). Hier werden auch Schauspieler des Nō-Theaters und des Kabuki unterrichtet. Das erklärt auch, warum professionelle Geishas Darbietungen beherrschen, die denen des Nō und des Kabuki so ähnlich sind. Die hohen Kosten für die Ausbildung werden von den Besitzerinnen der Okiya übernommen und müssen von den Geishas zurückgezahlt werden. Viele Geishas üben ihren Beruf bis ins hohe Alter aus.

### Ausübung
Das Engagieren einer Geisha ist heute für gewöhnlich nur ausgesuchten Gästen vorbehalten. Die Buchung erfolgt bei einem Kemban (検番; „Programm-Vermittlung“), einer „Geisha-Agentur“, die die Termine organisiert und die Zeitpläne für Auftritte und Ausbildung verwaltet. Geishas, Maikos und auch Hōkan werden nach Stunden bezahlt. Jede Stunde wird nach Räucherstäbchen berechnet, diese brauchen genau eine Stunde, um herunter zu brennen. Es wird dann gewissermaßen nach verbrauchten Räucherstäbchen abgerechnet. Diese Methode hat eine lange Tradition und wird Senkōdai (線香代; „Räucherstäbchen-Gebühr“) oder seltener Hanadai (花代; „Blumengebühr“) genannt. Touristen haben zu insgesamt fünf Zeiten des Jahres die Chance, echte Geishas, Maikos und Hōkan zu sehen, eine davon ist das bereits erwähnte Miyako-odori zu Kyōto, das im April stattfindet.
Vor dem Zweiten Weltkrieg hatten die meisten Geishas einen Dan'na (旦那; „Eidam“, „Gatte“), einen Sponsor oder Gönner, der für einen Teil ihrer Lebenshaltungskosten aufkam. Mit ihm standen Geishas unter Vertrag. Der Dan'na bezahlte nicht nur das Meiste an Kostüm- und Schminkutensilien und die Kimonos, er zahlte oft auch ein monatliches Gehalt. Die jährlichen Kosten konnten sich dabei auf umgerechnet bis zu 250.000 $ belaufen. Seit den 1970er Jahren werden Dan'na immer seltener, weil die Unterhalts- und Kostümierungskosten für Maikos, Geishas und Hōkan teilweise einfach zu hoch geworden sind.

### Berufsrisiken
Zu der Zeit, als weibliche Geishas als offizielle Berufsgruppe anerkannt wurden, erlebten das Nō-, Bunraku- und Kabukitheater ihre erste Blütezeit. Allen vorgenannten Berufsgruppen (Kurtisane, Oiran, Hōkan, Geisha und Schauspieler) ist gemeinsam, dass die ausübenden Personen kunstvoll geschminkt und aufwendig kostümiert sind. Dabei können bestimmte Maskeraden, Frisuren und Kostümierungen, aber auch bestimmte Gesten und Mimiken als „erotisch“ bis „anzüglich“ empfunden werden. Für die Darsteller und Schauspieler birgt dies die Gefahr der Übergriffigkeit bis hin zur Vergewaltigung. Da Hōkan, Geishas und Theaterschauspieler aber keine Prostitution ausüben dürfen und dies in den allermeisten Fällen auch gar nicht wünschen, bedarf es des besonderen Schutzes dieser Personengruppen. Die Verwechslung von Hōkan und Geishas (seltener Theaterschauspieler) mit Oiran und Kurtisanen in der westlichen Welt rührt daher, dass diese im Altertum auch Kimonos trugen und ähnlich geschminkt waren. Oiran und Geishas waren (und sind) beide gleichermaßen dem Risiko der Vergewaltigung ausgesetzt. Dadurch drohten ungewollte Schwangerschaften, die nicht nur das Ende der Karriere für die Damen bedeuteten: Ungewollte Schwangerschaften bei Prostituierten und Geishas sorgten regelmäßig für Skandale, Familienfehden bis hin zu Morden und Suiziden. Auch dies sollten scharfe Gesetze und einschneidende Auflagen verhindern. Aus diesen Gründen wurde am 24. Mai 1956 ein besonderes Anti-Prostitutionsgesetz eingeführt. Vergewaltigungen und ungewollte Schwangerschaften sind bis heute ein Problem und werden nicht selten tabuisiert, weshalb in Japan regelmäßig Aufklärungskampagnen stattfinden.

## Geishas in der Moderne

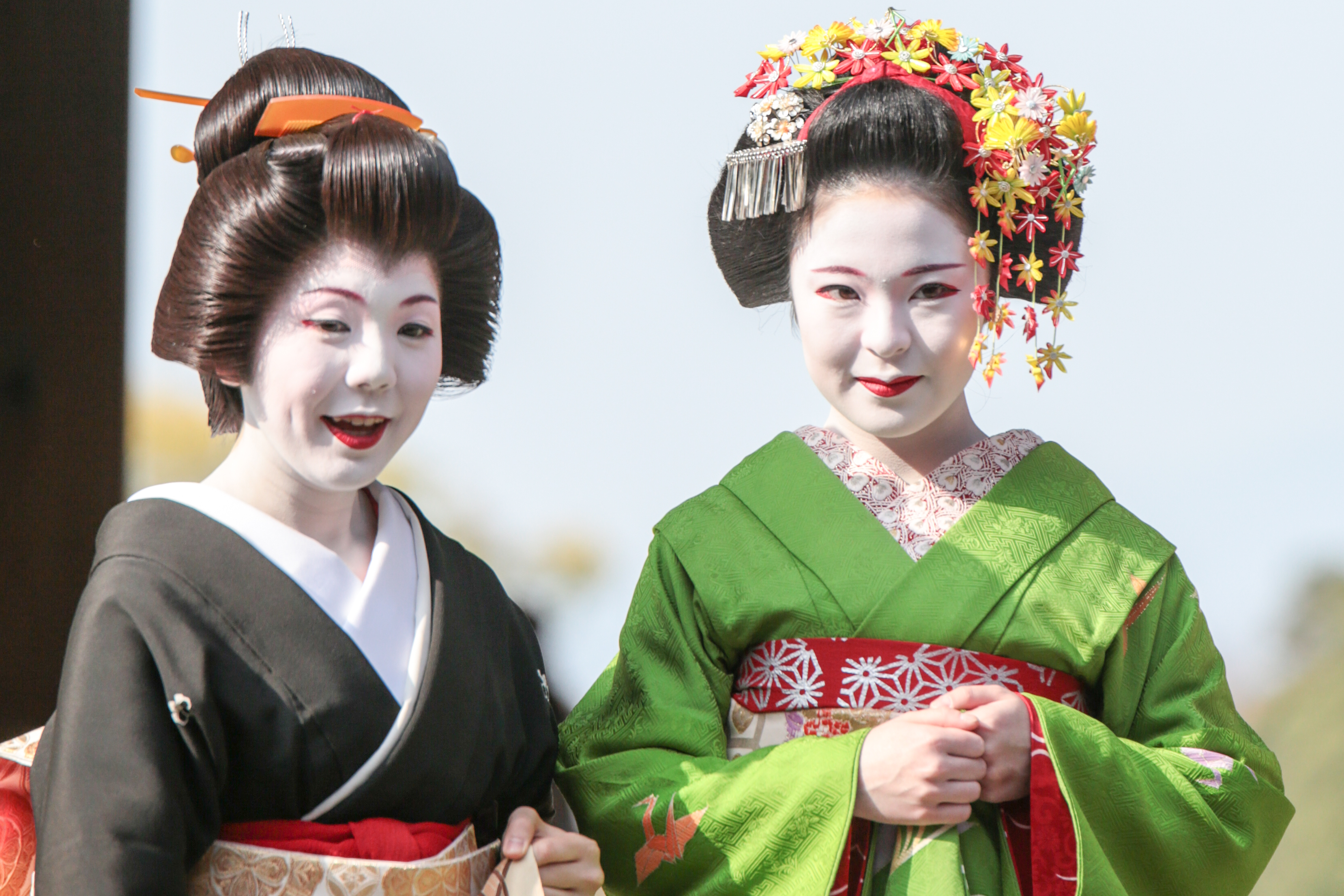
Maikos in Chion-in

Geishas gelten in Japan heute als Bewahrerinnen althergebrachter Traditionen und Bräuche. Man verbindet sie mit alten Künsten und Kulturen wie dem Nō-Theater und dem Kabuki, aber auch mit den alten Schulen des Tanzes. Geishas sind es auch, die dazu beitragen, dass Künste wie das Ikebana, das Herstellen von Perücken und Kimonos und die Teezeremonie erhalten bleiben und nicht vergessen werden. In der westlichen Welt gelten sie, wie bereits angemerkt, noch heute als Sinnbild von unvergänglicher Schönheit und Jugend, Schmink-Tutorials sind zeitlos populär. In der breiten Öffentlichkeit gelten Geishas aber auch noch immer als Erotik-Ikonen und als „verführerisch“. Dies stellt für heute noch arbeitende Geishas häufig ein gewisses Problem bis Risiko dar, Übergriffe sind nicht selten. In den Vierteln, in denen Geishas auftreten, den sogenannten Hanamachi (花街; „Blumenviertel“), werden Besuche in Geisha-Häusern deshalb streng überwacht und reglementiert. Heute existieren nur noch wenige Hanamachi, die berühmtesten davon in Kyōto, dem Zentrum der japanischen Geisha-Kultur. Das größte und bekannteste Hanamachi ist das Kyōter Gion (祇園). Die Zahl der Geishas geht stetig zurück, und ihre Dienste sind inzwischen teuer und exklusiv.
Im Dezember 2007 debütierte in Tokio zum ersten Mal eine westliche Frau als Geisha unter dem Namen Sayuki. Seit 2012 gibt es zwei Ausländerinnen, die als Geisha in Japan arbeiten und den japanischen Geisha-Verbänden angehören: Ibu, eine Geiko ukrainischer Abstammung, die in Anjō auftritt, und Fukutaro (Isabella Onou), rumänische Staatsangehörige, die in der Izu-Nagaoka-Onsen in Shizuoka arbeitet.